# Zerlina
Zerlina est un personnage de l'opéra Don Giovanni de Wolfgang Amadeus Mozart, composé sur un livret de Lorenzo Da Ponte.

## Personnage
Zerlina (nom parfois francisé en « Zerline ») est un personnage féminin de Don Giovanni de Mozart. Le rôle est écrit pour une voix de soprano (mais est parfois interprété par une mezzo-soprano),.
Selon le livret, c'est une jeune paysanne, fiancée à Masetto (basse),.
Bien que personnage secondaire, c'est « une des plus charmantes figures féminines du monde mozartien ». En outre, elle est présente tout au long du drame et est particulièrement exposée, notamment dans le duo « Là ci darem la mano ». Dans la version de Prague, elle constituait d'ailleurs le premier rôle féminin.
Fraîche et naïve, elle hésite, dans le duo, à céder aux avances de Don Giovanni, et les tendres contradictions de son cœur s'expriment dans sa douce plainte « Vorrei e non vorrei ». Elle se fait ensuite pardonner par Masetto, avec son air du premier acte « Batti, Batti o bel Masetto », puis console son fiancé rossé par Don Juan dans une romance cajoleuse au deuxième acte, « Vedrai carino »,. 
Dans la version de Vienne, son duo avec Leporello, qu'elle séquestre et violente, est de caractère bouffe. 

## Postérité
Michèle Finck, dans « Vorrei e non vorrei », Poésie moderne et musique, considère son duo « Là ci darem la mano » comme un symbole des relations tumultueuses entre musique et poésie.
Theodor Adorno, dans Hommage à Zerline, donne au personnage de Zerlina une valeur allégorique. Selon lui, « dans l'image de Zerline, le rythme de l'époque rococo et de la Révolution s'immobilise. Elle n'est plus une bergère, pas encore citoyenne. Elle s'inscrit dans le moment historique intermédiaire ; furtivement, elle fait apparaître une humanité qui n'aurait pas été mutilée par la violence féodale, et encore protégée contre la barbarie bourgeoise ».

## Interprètes
Le rôle a été créé en 1787 par Caterina Bondini, dont le mari Pasquale Bondini dirigeait la compagnie ayant donné la première de l'opéra.

## Hommage
L'astéroïde (531) Zerlina, découvert en 1904, est nommé en son honneur.